# Nikolaj Konstantinovitsj Schaffhausen-Schönberg-Eck-Schaufuss
Nikolaj Konstantinovitsj Schaffhausen-Schönberg-Eck-Schaufuss (Russisch: Николай Константинович Шаффхаузен-Шенберг-Эк-Шауфус) (1846 - 1911) was een Russisch aristocraat en officier van Duitse afkomst. Hij was kolonel en commandant van het Regiment Grenadiers van Kiëv "Willem III der Nederlanden". 
Op 7 oktober 1874 benoemde Willem III der Nederlanden hem tot commandeur in de Orde van de Eikenkroon.